# 新闻学史
新闻的历史是跨越了技术和贸易的发展，以定期收集信息和传播信息的专业技术的出现为特征。正如一部新闻史所推测的那样，这些技术的出现导致了“我们所能获得的新闻的范围及其传播速度的不断扩大”。在印刷术发明之前，新闻的主要传播来源是以口传心授的方式。通过商人，水手和旅行者等出国回归的人将“新闻”（新的消息）带回大陆，再由其他传播者将其传入其他地区。古代的抄写员们会将这些新的消息记录下来。可见，“新闻”的这种传播方式是非常不可靠的，所以，这种传播方式也因印刷术的发明而灭亡。自18世纪以来，报纸(以及较小程度上的杂志)一直是新闻工作者的主要传播媒介，20世纪的主要传播媒介是广播和电视，21世纪则是互联网。

## 早期和基础新闻

### 欧洲
1556年，威尼斯政府首次发布了每月的“新闻抄写本”（意大利语：Notizie scritte），每个抄本的价格是1个格塞特（当时的威尼斯铜元，意大利语为：gazzetta），最终将此抄写本的名称定为“格塞特”（gazzetta）。avvisi是指手写的时事通讯，在近代早期（1500-1800年）的整个欧洲（尤其是意大利）中，能够快速有效地传达政治、军事和经济上的新闻，尽管它通常不被视为真正的报纸，但它也基存了报纸的共享信息等特征。

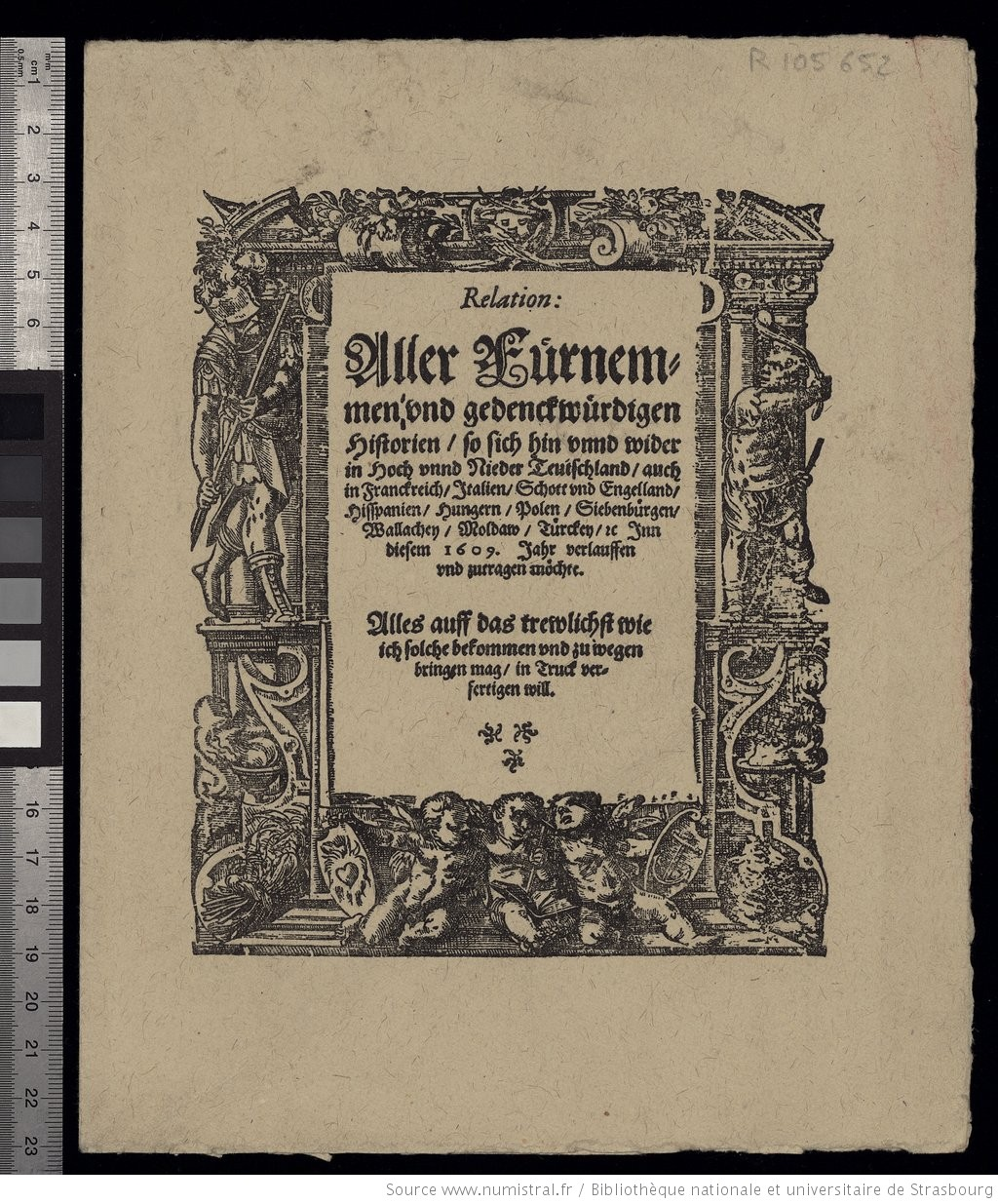
最早的报纸，1609年约翰·卡洛斯（Johann Carolus ）的《关系》标题页

但是，曾经出现过的这些刊物都不适用于现代的报纸标准。因为他们的受众不是普通群众，并且主题被限制在了一定范围内。大约在1601年前后，因为早期年间出版的这些刊物为当今公认报纸的发展奠定了良好基础。在15和16世纪左右，英格兰和法国名为“relations”的长新闻被发布。而在西班牙，称之他们为“relaciones”。单一事件新闻发布经常使用的印刷格式是以大报纸的格式打印。这些出版的刊物还以小册子和迷你册子的形式出现（一般会采用字母的格式书写，来表达更长的叙述），其中还会出现插图。在过去人们的识字率不高，这使得出版的刊物需要被朗读（在某种程度上也可以将其定义为识字和口述传统共存）。
至1400年，在意大利和德国城市内的商人们用手写纪事的方式编写重要新闻事件，并将其传播到他们的业务联系中。最早在1600年左右的德国出现了使用印刷机制作这些材料的想法。在早期称之为：公平贸易报告（Messrelationen）是自15世纪80年代开始在美因河畔法兰克福和莱比锡举办的大型书展的半年度新闻汇编。1605年在斯特拉斯堡开始每周发行的《 Relation aller Fuernemmen undgedenckwürdigenHistorien》（“所有杰出而难忘的新闻集”）是第一份真正的报纸。《 Avisa Relation oder Zeitung》于1609年在Wolfenbüttel出版，并很快在美因河畔法兰克福（1615年），柏林（1617年）和汉堡（1618年）建立了宪报。 到1650年，德国有30个城市拥有了活跃的宪报。1594年至1635年之间在科隆出版了用拉丁文编写的半年刊《 Mercurius Gallobelgicus》新闻编年史，但它不被称为是其他出版物的典范。
该报纸闻通过17世纪欧洲公认的渠道在新闻通讯之间传播。安安特卫普是两个网络的枢纽，一个连接法国，英国，德国和荷兰。 另一个连接意大利，西班牙和葡萄牙。 最喜欢的围绕着战争，军事，外交，法院事务和八卦等话题。
1600年以后，法国和英格兰的国家政府开始印刷官方通讯。1622年，第一本英语周刊《最新新闻》（A Current of General News）以8至24页的四开本格式在英格兰发行并发行。

## 19世纪的革命性变化
在19世纪时所有国家的报纸变得越来越重要的原因是由于许多技术，商业、政治和文化变革的出现。因为高速的印刷机和廉价的木质新闻纸使报纸可以大量发行。 并且随着基础教育的迅速发展潜在的读者数量也在大幅度增长。只要语政党在地方，国家会一等级的程度赞助报纸。到本世纪末，广告业已变得成熟，并成为报纸所有者的主要收入来源。这导致一场争取最大可能发行量的竞赛产生，通常会轻视党派关系，以便各方成员都可以购买文件。在1860年代和1870年代，欧洲的报纸数量稳定在6,000左右。 在1900年时翻了一番，达到12,000左右。在1860年代和1870年代，大多数报纸都是四页社论，重印演说，小说和诗歌摘录以及一些本地小广告。虽然它们很贵，但大多数读者都会去咖啡馆看最新一期报纸。每个国家的首都都会有主要的国家报纸，例如《伦敦时报》，《伦敦邮报》，《巴黎时报》等。它们是昂贵的，所以直接送给国家政治精英。每十年一次，印刷机变得越来越快，1880年代自动排字的发明使得在一夜之间印刷大型早报成为可能。廉价的木浆代替了很昂贵的抹布。 文化的一项重大创新是由专业记者处理的新闻采集专业化。自由主义使新闻自由，结束了报纸税的同时也使政府的审查制度大幅度放宽了。对利润感兴趣的企业家逐渐取代了对塑造政党职位感兴趣的政客，因此对更大的基础订户进行了广泛的宣传。报纸的价格减低到了1分钱。在纽约，“黄色新闻”（Yellow Journalism）采用耸人听闻的风格，漫画（被涂成黄色），高度重视团队运动，减少对政治细节和言论的报道，对犯罪的新重视以及扩大了以主要大型百货商店为特色的广告板块。女性以前曾被忽略，但现在她们在家庭和时尚问题上得到了多个建议专栏，并且越来越多地向她们投放广告。

## 法国
主要参考文献：法国新闻史（History of French journalism） （页面存档备份，存于）

### 1632年——1815年
在路易十三的赞助下，法国的第一份报纸《法国公报》于1632年由国王的医生Theophrastus Renaudot（1586-1653）成立的。所有报纸都必须接受出版前审查，并作为君主专制的宣传工具。在古代政权统治下，最著名的杂志是风雅信使，Journal ssavans杂志（成立于1665年，专门为科学家设计）和法国公报（创立于1631年）。吉恩·洛雷特（Jean Loret）是法国最早的记者之一。从1650年到1665年，他在诗歌中传播了音乐，舞蹈和巴黎社会的每周新闻，他称之为公报滑稽歌舞杂剧，分为三册《历史缪斯》（La Muse historique（1650、1660、1665））。法国媒体落后于英国一代人，因为他们只满足了贵族的需求，而新的英国人同行是面向中产阶级和工人阶级的。
期刊受到巴黎中央政府的审查。他们在政治上并不完全静止的-他们常常批评教会的虐待和官僚的无能作风。他们支持君主制，所以他们在刺激革命方面只起了很小的作用。但在革命期间，新期刊作为各个派系的宣传机构发挥了核心作用。让-保尔·马拉(1743–1793)是最杰出的编辑。他的人民的朋友（L'Ami du peuple）大力提倡下层阶级反对仇恨时报人民的敌人的权利； 他在被暗杀时，期刊的审查制度也关闭了。直到1800年后，拿破仑重新实行严格的审查制度。

### 1815年——1914年
拿破仑（Napoleon）于1815年离开后，杂志风靡一时。大多数人住在巴黎，最强调文学，诗歌和故事。他们为宗教，文化和政治社区服务。在政治危机时期，他们表达并帮助塑造了读者的观点，因此是不断变化的政治文化中起主要因素。例如，1830年在巴黎有八位天主教期刊，其中没有一个是教会正式聘用或赞助的，他们反映了受过教育的天主教徒对当前问题的各种看法，比如，在1830年7月的革命中推翻了波旁王朝。虽然八位天主教期刊中，有几位是波旁国王的坚决支持者，但八位最终都敦促支持新政府，将他们的呼吁放在维护民事秩序上。他们会经常讨论教会与国家之间的关系。通常，他们敦促神父专注于精神事务，不要参与政治。历史学家M. Patricia Dougherty说，这一过程使教会与新君主之间产生了距离，并使天主教徒对教会与国家的关系和政治权威的来源有了新的认识。

### 20世纪
战争期间因为新闻媒体和年轻记者的不足使新闻界陷入了障碍，并且通过大量的审查制度，旨在通过尽量减少不良战争新闻来保持家庭阵线的士气。战后巴黎报纸基本上处于停滞不前的状态，1910年每天的发行量从500万微升至600万。战后的主要成功故事是《巴黎狂欢节》（Paris Soir）。 它没有任何政治议程，致力于提供各种轰动性的报道来帮助发行，并通过提供严肃的文章来树立声望。到1939年，它的发行量已超过170万，是其最接近的竞争对手小报《小巴黎人》（Le Petit Parisien）的两倍。除了每日报纸《巴黎狂欢节》（Paris Soir）外，还赞助了非常成功的女性杂志《玛丽·克莱尔》（Marie-Claire）。另一本杂志《 Match》以美国《生活》杂志的新闻摄影为蓝本。
约翰·冈瑟（John Gunther）在1940年写道，在巴黎的100多家日报中有两家（L'Humanité和法兰西运动的出版物）是诚实的；“其他大多数人，从上到下都有新闻专栏待售”。他报道说，Bec et Ongles同时得到了法国政府，德国政府和亚历山大·斯塔维斯基的资助，据称意大利于1935年向法国报纸支付了6500万法郎。法国在1930年代是一个民主社会，但人民对外交政策的重大问题保持着黑暗。政府严格控制所有媒体进行宣传，以支持政府对意大利，尤其是对纳粹德国的侵略进行绥靖主义的外交政策。共有253种日报，所有报纸均为私有。巴黎的五项主要国家级文件都在特殊利益的控制之下，尤其是支持绥靖主义活动的右翼政治和商业利益。他们都是贪婪的，大笔秘密补贴用来促进各项特殊利益政策的发展。许多主要的记者被秘密地列入政府的工资单。地方的报社严重依赖政府广告，并发布适合巴黎的新闻和社论。大多数国际新闻是通过主要由政府控制的哈瓦斯通讯社机构发布的。

## 英国
主要参考文献：英国新闻史（History of journalism in the United Kingdom） （页面存档备份，存于）

### 20世纪
至1900年，英国的流行新闻业针对尽可能多的受众，包括工人阶级，经证明是成功的，并通过广告获利。第一代诺思克利夫子爵艾尔弗雷德·哈姆斯沃思（1865–1922），“比任何人都更能塑造现代新闻界。他介绍或利用的发展仍然是核心：内容广泛，利用广告收入补贴价格，积极的营销，从属的区域市场，不受党的控制。”他的《每日邮报》保持了每日发行量的世界纪录，直到他去世为止。 第三代索尔兹伯里侯爵罗伯特·加斯科因-塞西尔打趣说，这是“由上班族为上班族写的”。
随着社会主义和劳工报纸也大量涌现，在1912年，《每日先驱报》（英国）作为工会和劳工运动的第一份日报发行。
在第一次世界大战期间，报纸的重要性达到顶峰，部分原因是战时问题如此紧迫且值得新闻报道，而国会议员则受到全党联合政府的攻击。到1914年，诺思克利夫控制了英国40％的晨报发行量，晚报发行量控制在45％和周日的控制在15％。他热切地试图将其转变为政治权力，特别是在1915年的壳牌危机中袭击政府时。第一代比弗布鲁克男爵马克斯·艾特肯说他是：“大踏步走过舰队街的最伟大人物。”。 A·J·P·泰勒说，“诺思克利夫正确使用该新闻可能会造成破坏。 他无法进入这个空旷的地方。 他渴望权力而不是影响力，结果两人都被没收了。“ 
其他有影响力的编辑包括的曼切斯特《卫报》的查尔斯·普雷斯特维奇·斯科特，《观察家报》的詹姆斯·路易斯·加文和极具影响力的每周见闻杂志《国家》的亨利·威廉·马西厄姆。

## 德国
主要参考文献：德国新闻史（History of German journalism） （页面存档备份，存于）
另请参阅：报纸出版的历史——德国部分（History of newspaper publishing——Germany） （页面存档备份，存于）

## 丹麦
丹麦新闻媒体最早出现在1540年代，以手写的传单的形式进行新闻报道。1666年，丹麦新闻之父安德斯·鲍丁（Anders Bording）开始发表国家文件。发行报纸的王室特权于1720年授予约阿希姆·维兰特（Joachim Wielandt）。大学官员负责审查制度，但在1770年，丹麦成为世界上最早提供新闻自由的国家之一，截止到1799年。1795年至1814年，由知识分子和公务员领导的新闻界呼吁建立一个更加公正和现代的社会，并为受压迫的租户农民发声，反对旧贵族的力量。
1834年，第一本真正自由的报纸出现了，它是一种更加注重实际新闻内容而不是观点的新闻。报纸拥护了1848年发生在丹麦的革命。在1849年的新宪法的颁布解放了丹麦媒体。报纸在19世纪下半叶蓬勃发展，它通常与一个或另一个政党或工会有联系。1900年以后，出现了具有新功能和机械技术的现代化技术。1901年，每日报纸的总发行量为500,000张，到1925年增加了两倍，达到120万张。德国的占领带来了非正式的审查制度，纳粹分子炸毁了一些不受欢迎的的报纸建筑。战争期间，地下组织共生产了550份小巧的带有鼓励破坏和抵抗秘密的印刷纸张。
穆罕默德讽刺了十几部社论漫画的出现，这引起了穆斯林的愤怒和全世界的暴力威胁。（参考：日德蘭郵報穆罕默德漫畫事件）穆斯林社区认为，2005年9月在哥本哈根《日德兰邮报》上的讽刺漫画如此的真实的代表了西方对伊斯兰的敌意，以至于肇事者应受到严厉的惩罚。
丹麦媒体的史学研究非常丰富。历史学家对丹麦的政治，社会和文化历史有了深刻的了解，发现个别报纸是有效的分析实体，可以根据来源，内容，受众，媒体和效果进行研究。

## 俄罗斯
主要参考文献：俄罗斯新闻史（History of Russian journalism） （页面存档备份，存于）

## 美国
主要参考文献：美国新闻史(History of American journalism) （页面存档备份，存于）、美国报纸的历史（History of American newspapers） （页面存档备份，存于）

## 亚洲

### 中国
主要参考文献：报纸出版的历史-中国（History of newspaper publishing—China） （页面存档备份，存于）
更多请参阅：中国大陆报纸列表
1910年之前的中国新闻业主要服务于国际社会。 新教传教学会出版了中文的主要国家报刊，以达到有识之士的目的。 硬新闻不是他们的专长，但是他们确实以西方标准的新闻收集训练了第一代中国记者。 社论和广告。 对于中国境内的报纸来说，对改革和革命的需求是不可能的。 相反，这种要求出现在日本的辩论性论文中，例如由梁启超（1873-1929）编辑的论文。
1911年辛亥革命后，中国的民族主义风起云涌，审查制度结束，对全国性的专业新闻业也产生了需求。 所有主要城市都开展了这种努力。 特别注意的是中国在第二次世界大战中的作用。 1919年令人失望的巴黎和会，以及《对华二十一条要求》。 记者创建了专业组织，并希望将新闻与评论分开。在1921年在檀香山举行的世界新闻发布会上，中国代表是来自发展中世界的最西化和最自觉的专业记者。 然而，到了1920年代后期，人们更加重视广告和扩大发行量，对引起革命者鼓舞的宣传新闻的兴趣大大减少。

### 印度
主要参考文献：报纸出版的历史-印度（History of newspaper publishing-India） （页面存档备份，存于）和印度媒体(Media of India) （页面存档备份，存于）
更多请参阅：印度报纸列表（List of newspapers in India） （页面存档备份，存于）
印度在1780年发行的第一份报纸是由詹姆斯·奥古斯都·希基（James Augustus Hicky）担任编辑，名为《希基的孟加拉国公报》（Bengal Gazette）。1826年5月30日，印度第一本印地语报纸《乌丹特·马丁》（Udant Martand）从加尔各答（现加尔各答)开始，该书由Pt. Jugal Kishore Shukla编写。莫拉维·穆罕默德·巴基尔（Maulawi Muhammad Baqir）于1836年创立了第一家乌尔都语报纸《德里乌尔都语·阿赫巴尔》。1840年代印度的报刊是在印刷机上印刷的每日或每周小流通量的杂色纸张。很少有人冲出他们的小社区，并且很少有人试图创建更多姓氏，部落和区域亚文化。英印报纸促进了纯粹的英国利益。英国人罗伯特·奈特（Robert Knight，1825–1890年）创建了两本重要的英语报纸，分别是《印度时报》和《政治家》，这些报纸吸引了广泛的印度读者。 他们在印度提倡民族主义，奈特（Knight）向人民介绍了新闻界的力量，并使他们熟悉政治问题和政治进程。

## 拉丁美洲和加勒比
英国的影响力通过其殖民地以及与主要城市商人的非正式商业关系在全球范围内扩展。他们需要最新的市场和政治信息。伯南布哥日记（Diario de Pernambuco）于1825年在巴西累西腓成立。信使报始建于瓦尔帕莱索，智利，秘鲁最具影响力的报纸El Comercio于1839年首次出现。1827年在巴西里约热内卢成立了Jornal do Commercio。后来，阿根廷在布宜诺斯艾利斯成立了其报纸：1869年的La Prensa和1870年的La Nacion 。
在牙买加，有许多报纸代表拥有奴隶的白人种植者的观点。 这些报纸包括诸如名为《皇家宪报》，《日记》和《金斯敦每日广告主》，《康沃尔纪事报》，《康沃尔宪报》和《牙买加信使》等。1826年，爱德华·乔丹（Edward Jordan）和罗伯特·奥斯本（Robert Osborn）这两个免费彩色报纸的创建者《守望者》（Watchman），该组织公开宣传免费彩色报纸的权利，并成为牙买加第一家反奴隶制报纸。1830年，对奴隶所有制的批评太多了，牙买加殖民当局逮捕了编辑乔丹，并指控他犯有建设性叛国罪。 但是，约旦最终被无罪释放，他最终在解放后的牙买加成为金斯敦市长。
关于1830年代奴隶制的废除，由两个牙买加犹太兄弟约书亚（Joshua）和雅各布·德·科尔多瓦（Jacob De Cordova）创立了拾荒者公司（Gleaner Company），这些商人是代表新一类肤色浅薄的牙买加人接管了解放后的牙买加的萌芽商人。 ‘拾荒者’代表了下个世纪的新机构，而日益壮大的黑人民族主义运动则在二十世纪初发起了争取增加政治代表权和权利的运动。为此，奥斯蒙德·西奥多·费尔克拉夫（Osmond Theodore Fairclough）于1937年创建了民意调查。 Fairclough得到了激进记者Frank Hill和H.P.雅各布斯的支持。并且这家新报纸的第一篇社论试图围绕一种新的民族主义激发公众舆论。舆论和人民民族党 (牙买加)紧密结合，在其记者中包括罗杰·迈斯（Roger Mais），乌纳·马森（Una Marson），艾米·贝利（Amy Bailey），路易斯·万豪（Louis Marriott），彼得·阿伯拉罕姆斯和未来的总理迈克尔·曼利等进步人物。
在民意运动倡导自治的同时，英国首相温斯顿·丘吉尔表示，他无意主持“大英帝国的清算”。因此，人民民族党 (牙买加)中的牙买加民族主义者对1944年被移交给牙买加的简陋宪法感到失望。迈斯写了一篇文章，说：“现在我们知道为什么新宪法草案以前没有发表过，”因为丘吉尔的下层分子“大英帝国各地都在执行总理的声明中所隐含的真正的帝国政策”。英国殖民警察突袭了舆论办公室，没收了迈斯的手稿，逮捕了迈斯本人，并判他有煽动性诽谤罪，判处他入狱六个月。

## 广播电视
主要参考文献：广播电视的历史（History of broadcasting） （页面存档备份，存于）
无线电广播的历史始于1920年代，并在1930年代和1940年代达到顶峰。 第二次世界大战之前，研究的实验性电视在1940年代后期投入使用，并在1950年代和1960年代开始普及，在很大程度上取代了广播，但并非完全取代广播。

## 互联网新闻
主要参考文献：线上新闻（Digital journalism） （页面存档备份，存于）、线上报纸
根据互联网迅速增长所带来的影响，特别是在2000年之后，向不再关心付费订阅的受众带来了“免费”新闻和分类广告。许多日报的商业模式被互联网削弱了。
破产遍及美国，并且确实引起了诸如落基山新闻（丹佛），《芝加哥论坛报》和《洛杉矶时报》等主要报纸的报道。 查普曼（Chapman）和纳塔尔（Nuttall）发现，提议出的很多解决方案（如多平台，付费专区，公关主导的新闻搜集和人员缩减）都无法解决此次挑战。他们认为，当今的新闻业具有四个主题：个性化，全球化，本土化和贫困化。

## 新闻历史学
新闻历史学家戴维·诺德（David Nord）曾指出，在1960年代和1970年代：
“在新闻史和媒体史上，新一代学者……批评媒体的传统历史太过孤立，过于脱上下文，太不批判，太受专业培训的限制，太迷恋于男性和媒体组织的传记。”
1974年，詹姆斯·凯里（James W. Carey）确定了“新闻史问题”。辉格史对新闻历史的解释主导了这一领域。
“这将新闻史视为自由和知识从政治媒体到商业媒体的缓慢，稳定的扩展，是轰动性的轰动和黄色新闻业的挫折，是推倒烂摊子和承担社会责任的前途……整个故事的框架 这些巨大的非人道力量席卷了新闻界：工业化，城市化和群众民主。
奥马利说，批评之所以走得太远，是因为在早期的深厚学术研究中有很多价值。

## 另请参阅
广播的历史（History of broadcasting） （页面存档备份，存于）
报纸出版的历史（History of newspaper publishing） （页面存档备份，存于）
新闻频道 （News broadcasting （页面存档备份，存于））
报纸 （Newspaper （页面存档备份，存于））
在线杂志（Online magazine） （页面存档备份，存于）
线上报纸 （Online newspaper （页面存档备份，存于））
美国诽谤法（United States defamation law） （页面存档备份，存于）

### 引用
1. ↑  Shannon E. Martin and David A. Copeland, The Function of Newspapers in Society: A Global Perspective. . 2003: 2. ISBN 0-275-97398-0.
2. ↑  Wan-Press.org 的存檔，存档日期2012-01-11., A Newspaper Timeline, 世界报业协会
3. ↑  Infelise, Mario. "Roman Avvisi: Information and Politics in the Seventeenth Century." Court and Politics in Papal Rome, 1492-1700. Cambridge: Cambridge University Press, 2002. pp. 212, 214, 216–217.
4. ↑  Carmen Espejo,  "European communication networks in the early modern age: A new framework of interpretation for the birth of journalism." Media history 17.2 (2011): 189-202.
5. ↑  Thomas Schroeder, "The Origins of the German Press," in The Politics of Information in Early Modern Europe edited by Brendan Dooley and Sabrina Baron. (2001) pp. 123–50, especially p. 123.
6. ↑  Paul Arblaster, Posts, Newsletters, Newspapers: England in a European system of communications," Media History (2005) 11#1-2, pp. 21–36.
7. ↑  Carmen Espejo,  "European Communication Networks in the Early Modern Age: A new framework of interpretation for the birth of journalism," Media History (2011) 17#2, pp. 189–202.
8. ↑  .   [2013-02-01]. （原始内容存档于2017-04-10）.
9. ↑  Carlton J. H. Hayes, A Generation of Materialism, 1871-1900 (1941) pp 176-80.
10. ↑  Rose F. Collins,  and E. M. Palmegiano, eds. The Rise of Western Journalism 1815–1914: Essays on the Press in Australia, Canada, France, Germany, Great Britain and the United States (2007)
11. ↑  Gérard Jubert, Père des Journalistes et Médecin des Pauvres (2008)
12. ↑  Stephen Botein, Jack R. Censer, and Harriet Ritvo, "The periodical press in eighteenth-century English and French society: a cross-cultural approach." Comparative Studies in Society and History 23#3 (1981): 464-490.
13. ↑  Jack Censer, The French press in the age of Enlightenment (2002).
14. ↑  Robert Darnton and Daniel Roche, eds., Revolution in Print: the Press in France, 1775–1800 (1989).
15. ↑  Keith Michael Baker, et al., The French Revolution and the Creation of Modern Political Culture: The transformation of the political culture, 1789–1848 (1989).
16. ↑  M. Patricia Dougherty, "The French Catholic press and the July Revolution." French History 12#4 (1998): 403-428.
17. ↑  Hutton 2:692-94
18. ↑  Gunther, John. . New York: Harper & Brothers. 1940: 179–180.
19. ↑  Anthony Adamthwaite, Grandeur and Misery: France’s Bid for Power in Europe 1914-1940 (1995) pp. 175–92.
20. ↑  P.P. Catterall and  Colin Seymour-Ure, "Northcliffe, Viscount." in John Ramsden, ed. The Oxford Companion to Twentieth-Century British Politics (2002), p. 475.
21. ↑  Oxford Dictionary of Quotations (1975).
22. ↑  J. Lee. Thompson, "Fleet Street Colossus: The Rise and Fall of Northcliffe, 1896-1922." Parliamentary History 25.1 (2006): 115-138. online （页面存档备份，存于） p 115.
23. ↑  Lord Beaverbrook, Politicians and the War, 1914-1916 (1928) 1:93.
24. ↑  A.J.P. Taylor, English History 1914-1945  (1965) p 27.
25. ↑  A.J.P. Taylor, English History 1914-1945 (1965), pp. 26–27.
26. ↑  Thorkild Kjærgaard, "The rise of press and public opinion in eighteenth‐century Denmark—Norway." Scandinavian journal of History 14.4 (1989): 215-230.
27. ↑  Kenneth E. Olson, The history makers: The press of Europe from its beginnings through 1965 (LSU Press, 1966) pp 50 – 64, 433
28. ↑  Jytte Klausen, The Cartoons That Shook the World (Yale UP, 2009).
29. ↑  Ana Belen Soage, "The Danish caricatures seen from the Arab world." Totalitarian Movements and Political Religions 7.3 (2006): 363-369. online （页面存档备份，存于）
30. ↑  Niels Thomsen, "Why Study Press History? A reexamination of its purpose and of Danish contributions." Scandinavian Journal of History 7.1-4 (1982): 1-13.
31. ↑  Zhang Tao, "Protestant missionary publishing and the birth of Chinese elite journalism." Journalism Studies 8.6 (2007): 879-897.
32. ↑  Natascha Vittinghoff, "Unity vs. uniformity: Liang Qichao and the invention of a" new journalism" for China." Late Imperial China 23.1 (2002): 91-143.
33. ↑  Stephen MacKinnon, “Toward a History of the Chinese Press in the Republican Period,” Modern China 23#1 (1997) pp. 3-32
34. ↑  Timothy B. Weston, "China, professional journalism, and liberal internationalism in the era of the First World War." Pacific Affairs 83.2 (2010): 327-347.
35. ↑  Parthasarathy, Rangaswami. . Sterling Publishers Pvt Ltd. 2011: 19. ISBN 9788120719934.
36. ↑  Hena Naqvi. . Upkar Prakashan. 2007: 42–  [2021-04-15]. ISBN 978-81-7482-108-9. （原始内容存档于2021-04-22）.
37. ↑  S. B. Bhattacherjee. . Sterling Publishers Pvt. Ltd. 2009: A119  [2021-04-15]. ISBN 978-81-207-4074-7. （原始内容存档于2021-04-21）.
38. ↑  Edwin  Hirschmann, "An Editor Speaks for the Natives: Robert Knight in 19th Century India,"  Journalism Quarterly (1986) 63#2 pp. 260–267.
39. ↑  Pernambuco.com, O INÍCIO DA HISTÓRIA.  （页面存档备份，存于）
40. ↑  E. Bradford Burns; Julie A. Charlip. . Prentice Hall. 2002: 151  [2021-04-15]. ISBN 9780130195760. （原始内容存档于2021-04-21）.
41. ↑  Michael Siva, After the Treaties: A Social, Economic and Demographic History of Maroon Society in Jamaica, 1739-1842, PhD Dissertation (Southampton: Southampton University, 2018), p. 279.
42. ↑  .   [2021-04-15]. （原始内容存档于2021-04-16）.
43. ↑  . 12 June 2018  [2021-04-15]. （原始内容存档于2019-03-02）.
44. ↑  Ewart Walters, We Come From Jamaica: The National Movement, 1937-1962 (Ottawa: Boyd McRubie, 2014), pp. 65-69.
45. ↑  Walters, We Come From Jamaica, pp. 69-70.
46. ↑  Jane L. Chapman and Nick Nuttall, Journalism Today: A Themed History (Wiley-Blackwell, 2011), pp. 299, 313–314.
47. ↑  David Paul Nord, "The History of Journalism and the History of the Book," in Explorations in Communications and History, edited by Barbie Zelizer. (London: Routledge, 2008) p 164
48. ↑  James Carey, "The Problem of Journalism History," Journalism History (1974) 1#1, pp. 3, 4.
49. ↑  Tom O'Malley, "History, Historians and the Writing Newspaper History in the UK c.1945–1962," Media History, (2012) 18#3, pp. 289–310.

## 更多参考文献
更多参考文献获取：新闻学历史（History of journalism-Further reading） （页面存档备份，存于）